# Quakertown
Quakertown är en kommun av typen borough i Bucks County i Pennsylvania i USA. Vid 2020 års folkräkning hade Quakertown 9 359 invånare.